# Хангай (сомон)
Хангай (монг.: Хангай ) – сомон Архангайського аймаку Монголії. Територія 4,4 тис. км², населення 3,9 тис. чол.. Центр селище Хунт. Знаходиться на відстані 230 км від Цецерлега, 684 км від Улан-Батора. Школа, лікарня, сфера обслуговування, майстерні.

## Рельєф
Хребти Хангаю (3300-3500 м.), Цагаан Асгат (3248 м), Цахир хайрхан (3386 м), Теел, Терх, Гічген, річки Терх, Гічгене, Теел та їх притоки, є неглибокі озера.

## Корисні копалини
Золото, свинець, залізна руда, дорогоцінне каміння, хімічна та будівельна сировина.

## Клімат
Різкоконтинентальний клімат, середня температура січня -20-24 градуси, липня +12-16 градуси. Протягом року в середньому випадає 300-450 мм. опадів.

## Тваринний світ
Водяться аргаль, дикі кози, кабани, козулі, лисиці, вовки, корсаки, манули, зайці, тарбагани.

## Межі сомону
Сомон межує з такими сомонами аймаку Архангай: Цахир, Таріат, Ундер-Улаан, Чулуут, на півдні межує з аймаком Баянхонгор